# Arhidieceza de Uppsala

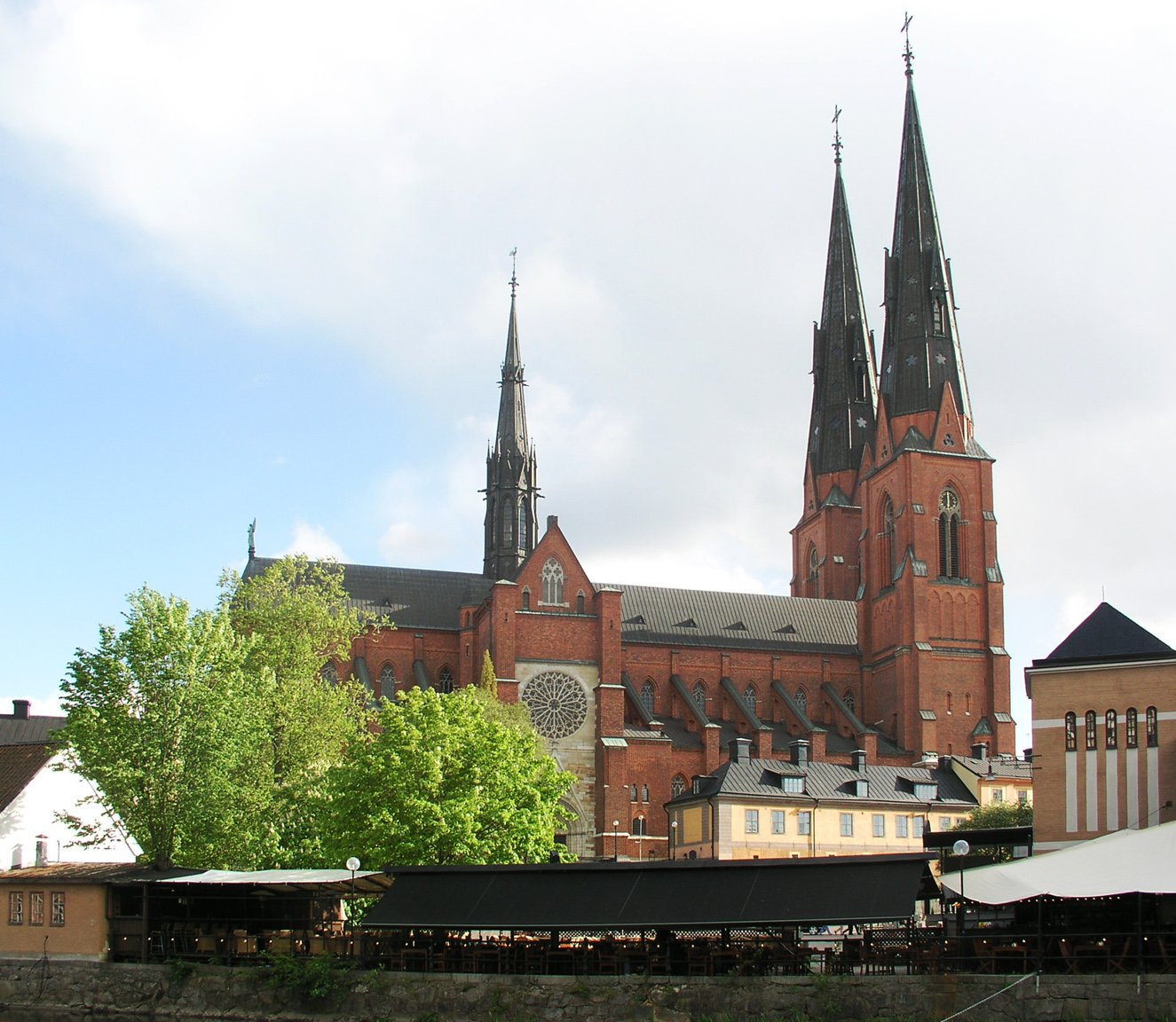
Marea catedrală din Uppsala.

Arhidieceza de Uppsala (în limba suedeză Uppsala ärkestift) este una dintre cele 13 episcopii ale Bisericii Evanghelice-Luterane din Suedia, cu sediul în orașul Uppsala. Este singura episcopie suedeză ce deține titlul de arhidieceză sau arhiepiscopie (ärkestift) fiind cea mai importantă din țară. Arhiepiscopul de Uppsala este conducătorul Bisericii suedeze.

## Istoric
Istoria arhiepiscopiei este strâns legată de istoria creștinismului suedez. În anul 829, când Sfântul Oscar a ajuns în Suedia, locuitorii acestui ținut practicau diferite ritualuri și sacrificii în cinstea unor zeități păgâne germanice. Aceste ritualuri aveau loc fie pe diferite plantații sau în păduri fie în temple. Printre aceste temple, cel mai important era cel din Gamla Uppsala (Vechiul Uppsala), localitate aflată la aproximativ 5 km de orașul modern Uppsala, considerat a fi centrul păganismului din Suedia și chiar din întreaga Scandinavie. Chiar și după răspândirea creștinismului în aceste zone, tradițiile religioase păgâne s-au păstrat la Uppsala, unde conform Cronicii Episcopilor, scrisă între anii 1072-1076 de Adam din Bremen, aici aveau loc anual pelerinaje și sacrificii în cadrul cărora victimele, atât animale cât și oameni, erau tăiate și agățate în copaci.
După venirea mai multor misionari germani originari din Arhiepiscopia de Hamburg-Bremen și implantarea creștinismului printre regii și nobilimea suedeză, marele templu de la Uppsala a fost distrus, pe locul său fiind construită o biserică. Aici a fost înființată o episcopie, primul episcop de Uppsala fiind Siwardus, numit în anul 1142. Sfântul Henric a fost numit episcop în anul 1153, fiind al patrulea episcop. Acesta a fost un misionar activ în Finlanda, unde a fost martirizat pe data de 20 ianuarie 1156. Inițial aflată sub autoritatea Arhiepiscopiei de Hamburg-Bremen, episcopia de Uppsala trece sub autoritatea Arhiepiscopiei de Lund, aflată atunci sub dominație daneză.
În anul 1152, cardinalul Nicolae din Albano, viitorul Papă Adrian al IV-lea, a participat la un conciliu la Linköping pentru a înființa o arhiepiscopie și de a stabili independența Bisericii suedeze față de cea daneză. Cu toate acestea problema a fost amânată datorită neînțelegerilor privind locația sediului arhiepiscopiei. În anul 1164, Papa Alexandru al III-lea a ordonat ridicarea episcopiei de Uppsala la rangul de arhiepiscopie, primul arhiepiscop fiind un călugăr cistercian numit Ștefan de la Abația Alvastra. Episcopiile de Skara, Linköping, Strängnäs, Västerås și Växjö au devenit sufraganele ei, precum și episcopia finlandeză de Åbo.
În timpul arhiepiscopului Jarler (1235-1255) a fost trimis de la Roma ca legat papal cardinalul William de Sabina care a ordonat în anul 1248 ținerea unui conciliu local la Skänninge pentru impunerea unor reguli mai stricte privind celibatul clerical, problemă cu care se confrunta Biserica suedeză. Acest subiect a fost dezbătut și de alți arhiepiscopi precum și de Sfânta Brigita (d.1373), care au susținut celibatul pentru a demonstra castitatea preoților și călugărilor.
În timpul arhiepiscopului Folke Johansson Ängel (1267-1277) scaunul arhiepiscopal a fost transferat de la Gamla Uppsala la Östra Aros, redenumit Uppsala. Această schimbare a fost aprobată atât de rege cât și de papă. Moaștele Sfântului Eric (d.1160), sfântul național al Suediei au fost de asemenea mutate în noul oraș. Arhiepiscopii s-au preocupat de înfrumusețarea orașului aducând o echipă de meșteri francezi conduși de arhitectul Étienne de Bonneuil pentru a construi o imensă catedrală în stil gotic. De asemenea, în anul 1477, arhiepiscopul Iacob Ulfsson Örnfot întemeiază Universitatea Uppsala, prima instituție de acest fel din Scandinavia.
În secolul al XVI, Reforma Protestantă inițiată de germanul Martin Luther s-a răspândit în toată Europa provocând grave conflicte religioase, inclusiv în Suedia. În anul 1527, regele Gustav I Vasa ordonă despărțirea de Biserica Romei și ruperea legăturilor cu papalitatea, fiind influențat în această decizie de frații Olaus și Laurentius Petri, doi discipoli ai lui Luther. Astfel, Suedia renunță la catolicism în favoarea luteranismului, primul arhiepiscop luteran fiind chiar Laurentius Petri.
Arhiepiscopul de Uppsala deține titlul de primat al Suediei sau conducător al Bisericii suedeze, una dintre cele mai mari comunități protestante luterane din lume. În prezent, actualul arhiepiscop este o femeie, Antje Jackelén, numită în funcție pe data de 15 octombrie 2013.